# Космос 1001
Космос 1001 е съветски безпилотен космически кораб от типа „Союз Т“.

## Предистория
Това първият кораб (с производствен № 4L) от модификацията Союз Т (Союз 7К-СТ). Тя е разработена на базата на Союз 7К-С и е предназначена за провеждане на технически експерименти и изследвания в автономен полет с възможност за създаване с минимални доработки на различни модификации с различно предназначение.
В периода 1974 – 1976 година са извършени три полета с базовия Союз С. След тяхното провеждане програмата е спряна. Решено е корабите да се разработват само в транспортен вариант, наречен „Союз Т“ (Союз 7К-СТ). За това и номерът на апарата е 4L. Модернизацията на бордовите системи позволява екипажът да се увеличи до трима души.
Разработени са нови спасителни средства за екипажа при разхерметизация на корпуса. Предвиждали се два автономни полета в автоматичен вариант и един със скачване със станцията Салют-6.

## Полет
След успешния старт и излизането на кораба в орбита отказва радиоканала за контрол на кораба. След известно време все пак центъра за управление на полетите възстановява връзката и програмата на полета е успешно завършена.